# Cavedine
Cavedine é uma comuna italiana da região do Trentino-Alto Ádige, província de Trento, com cerca de 2.729 habitantes. Estende-se por uma área de 38 km², tendo uma densidade populacional de 72 hab/km². Faz divisa com Trento, Lasino, Dro, Cimone, Villa Lagarina e Drena.